# فرگشت احساسات
مطالعه فرگشت احساسات به قرن نوزدهم برمی‌گردد. فرگشت و انتخاب طبیعی برای مطالعه ارتباطات انسانی، عمدتاً توسط چارلز داروین در اثر خود در سال ۱۸۷۲، بیان احساسات در انسان و جانوران، به کار گرفته شده‌است. داروین در تلاش برای پشتیبانی از نظریه تکامل خود درباره بیان احساسات تحقیق کرد. او پیشنهاد کرد که مانند دیگر صفات موجود در جانوران، احساسات نیز در طول زمان تکامل یافته و سازگار شدند. کار او نه تنها به حالت چهره در جانوران و به‌طور خاص انسان می‌پردازد، بلکه تلاش می‌کند به شباهت‌هایی بین رفتارهای انسان و دیگر جانوران اشاره کند.
| ابراز احساسات کرد | کارکرد فیزیولوژیک اولیه                                          | کارکرد ارتباطی تکامل‌یافته                                    |
| ----------------- | ---------------------------------------------------------------- | ------------------------------------------------------------ |
| ترس               | افزایش میدان بینایی و سرعت حرکت چشم از چشم‌های گشادشده            | هشدار در مورد تهدیدهای احتمالی مماشات با متجاوز              |
| تعجب              | افزایش میدان بینایی ناشی از گشاد شدن چشم‌ها                       | تحقیقات بیشتری مورد نیاز است                                 |
| انزجار            | انقباض دهانه‌های صورت استنشاق‌های خطرناک را کاهش می‌دهد             | هشدار نسبت به غذاها، رفتارها و ایده‌های خطرناک                |
| خوشبختی           | تحقیقات بیشتری مورد نیاز است                                     | عدم وجود تهدید                                               |
| غمگینی            | تحقیقات بیشتری مورد نیاز است                                     | دید ناتوان از اشک برای نشان دادن دلجویی. به دست آوردن همدردی |
| خشم               | تحقیقات بیشتری مورد نیاز است                                     | هشدار در مورد تهدیدهای قریب‌الوقوع سیگنال‌های تسلط.            |
| غرور              | افزایش حجم ریه در آمادگی برای رویارویی با چالشگران               | افزایش موقعیت اجتماعی                                        |
| شرم / خجالت       | مناطق آسیب‌پذیر بدن را از حمله‌های احتمالی کاهش داده و پنهان می‌کند | کاهش موقعیت اجتماعی. آرزوی مماشات                            |